# 双面胶

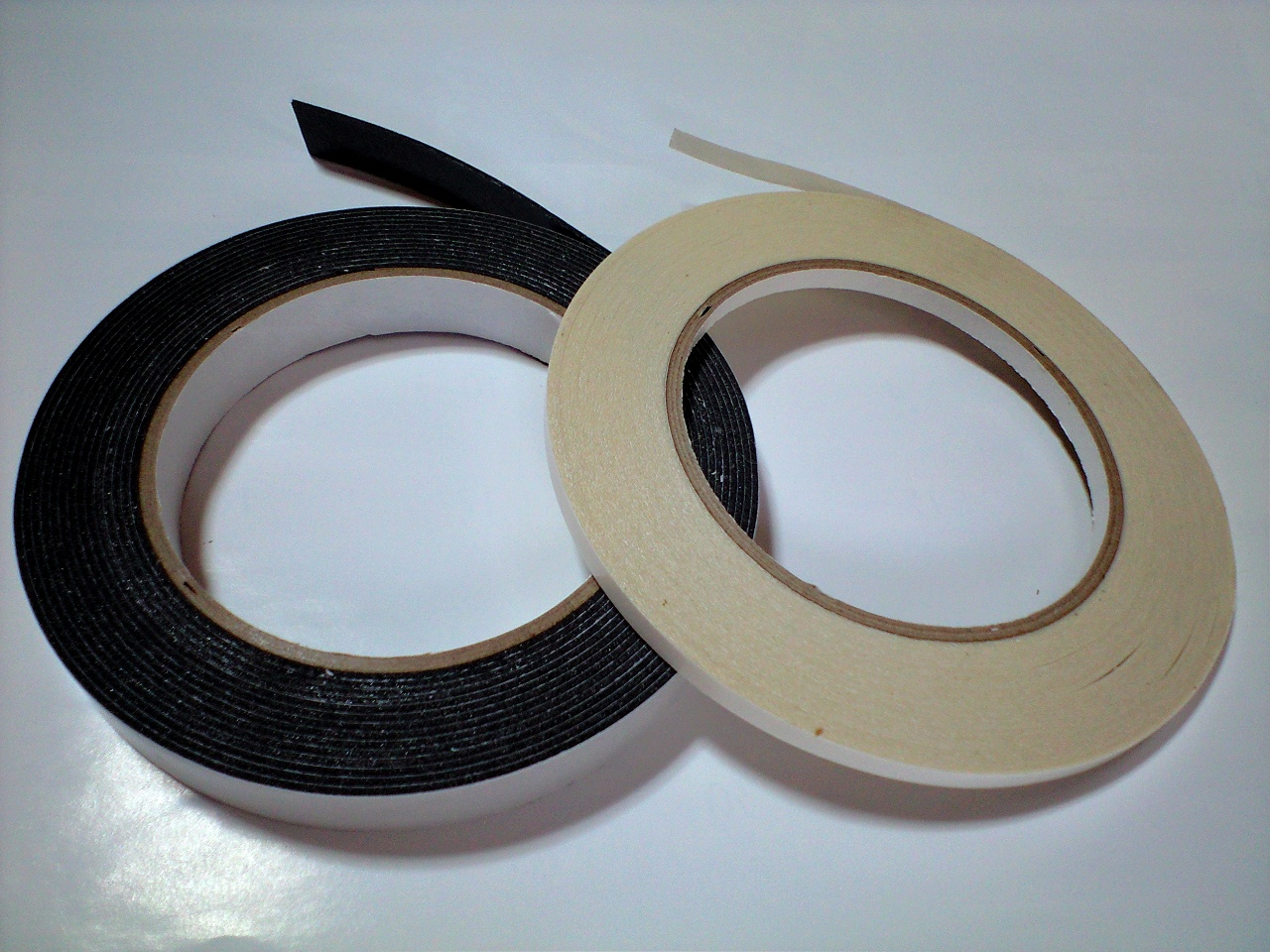
一种双面胶

双面胶是一种胶带。其在胶带的任意两面都涂有粘合剂，可用于将两个不同的物体粘合在一起。